# Wilfrid Lupano
Wilfrid Lupano est un scénariste de bande dessinée français, né le 26 septembre 1971 à Nantes.

## Biographie
Né à Nantes, Wilfrid Lupano a passé une grande partie de sa vie à Pau et a vécu plusieurs années à Toulouse.
Après un baccalauréat de littérature, ainsi qu'une année de philosophie à la Sorbonne, il passe une licence d'anglais.
Dans un des bars où il travaillait pour payer ses études, il rencontre Roland Pignault et Fred Campoy, avec qui il fait ses premières armes comme scénariste, en développant avec eux un personnage dans l'Amérique du XIXe siècle : Little Big Joe.
Ses influences incluent le cinéma, avec les frères Coen, Jacques Audiard, Bertrand Blier ainsi que la littérature classique et la science-fiction.
Il scénarise la série d'humour Les Vieux Fourneaux, servie par le dessin de Paul Cauuet et publiée, à partir de 2014, chez Dargaud. L'œuvre reçoit plusieurs récompenses culturelles, comme le prix des Libraires de BD 2014, le prix de la BD Fnac Belgique 2015, et le Prix du public Cultura au Festival d'Angoulême 2015 pour le tome 1. La série se poursuit ensuite sur plusieurs volumes et elle fait l'objet d'une adaptation au cinéma en 2018 et en 2022.
En 2014, il s'associe avec Grégory Panaccione pour signer, chez Delcourt, la bande dessinée Un océan d'amour ; l'album reçoit le prix de la BD Fnac 2015.
En 2016, il fonde avec Laure Garancher et sa compagne Mayana Itoïz l'association The Ink Link, qui regroupe des auteurs de bande dessinée mettant leurs compétences au service des ONG pour communiquer sur les questions d'environnement, de santé ou de problèmes sociaux,.
Il scénarise la série jeunesse Le Loup en slip, dessinée par Itoïz et publiée à partir de 2016 ; la série est conçue d'abord comme dérivée des Vieux Fourneaux. Les albums ont vocation à aborder, sous un angle ludique, certains sujets de société (l'exploitation économique des peurs, la solidarité face aux personnes sans-abri, la différence et le handicap...), sans rôles de « gentils » ni de « méchants ». Les aventures du Loup en slip rencontrent un bon succès public : fin 2018, les ventes cumulées des deux premiers volumes représentent 110 000 exemplaires.
Il refuse en mai 2019 la médaille de chevalier des Arts et des Lettres remise par le gouvernement français, expliquant avoir « honte » de celui-ci.

## Œuvres
Sauf mention contraire, Wilfrid Lupano est scénariste des albums.
- Alim le tanneur ; dessins Virginie Augustin (également publiés en ex-libris) ; couleurs Geneviève Penloup, Delcourt, collection Terres de Légendes
Quatre albums parus entre 2004 et 2009 ; série terminée
- Azimut ; dessins Jean-Baptiste Andréae, Vents d'Ouest ; cinq albums parus entre 2012 et 2019 ; série terminée
- Célestin Gobe-la-Lune ; dessins et couleurs de Yannick Corboz, Delcourt, collection Terres de Légendes
Deux albums parus entre 2007 et 2008 ; série terminée
- Corpus crispies ; dessins et couleurs de Mako (II), Soleil Productions
Un album paru en 2007 ; série abandonnée par l'éditeur
- L'Honneur des Tzaroms ; dessins et couleurs de Paul Cauuet, Delcourt
Deux albums parus entre 2010 et 2011 ; série terminée
- Le Droit chemin ; dessins Morgann Tanco ; couleurs Lorien, Delcourt

Deux albums parus en 2011 ; série terminée
- L'Ivresse des fantômes ; dessins Morgann Tanco ; couleurs Jérôme Maffre, Delcourt, collection Neopolis
Trois albums parus entre 2007 et 2009 ; série terminée
- Little Big Joe ; dessins Frédéric Campoy ; couleurs Scarlett, Delcourt, collection Humour de Rire
Deux albums parus entre 2001 et 2002 ; série terminée
- Les Aventures de Sarkozix, Bruno Bazile, Jérôme Maffre, Delcourt, collection Humour de rire, série terminée

1. Tout pour ma Gaule, , 2010
2. Et ils coulèrent des jours heureux, 2010
3. N'en jetez plus!, 2011
4. La Gaule de l'emploi, 2012
5. Sarkozix contre Hollandix, 2012

- L'Assassin qu'elle mérite, dessins Yannick Corboz ; couleurs Catherine Moreau et Yannick Corboz, Vents d'Ouest ; série terminée

1. Art nouveau, 2010
2. La Fin de l'innocence, 2012
3. Les Attractions coupables, 2014
4. Les Amants effroyables, 2016

- L'Homme qui n'aimait pas les armes à feu ; dessins Paul Salomone ; couleurs Lorenzo Pieri et Simon Champelovier, Delcourt
Un album paru en 2011, tome 2 en 2013, tome 3 en 2014, tome 4 en 2017 ; série terminée
- Le Singe de Hartlepool, dessins et couleurs Jérémie Moreau, Delcourt, collection Mirages, 2012
- Ma révérence, dessins Rodguen, Delcourt, collection Machination, 2013
- L'homme de l'année : 1963: l'homme qui tua Che Guevara, dessin Gaël Sejourné, Delcourt.
- Communardes !, Glénat, Vents d'Ouest

1. Les éléphants rouges, dessin Lucy Mazel, 2015
2. L'aristocrate fantôme, dessin Anthony Jean, 2015
3. Nous ne dirons rien de leurs femelles, dessin Xavier Fourquemin, 2016

- Les Vieux Fourneaux, dessins et couleurs de Paul Cauuet, Dargaud (série en cours),

1. Ceux qui restent, 2014
2. Bonny and Pierrot, 2014
3. Celui qui part, 2015
4. La Magicienne, 2017
5. Bons pour l'asile, 2018
6. L'Oreille bouchée, 2020
7. Chauds comme le climat, 2022
8. Graines de voyou, 2024

- Un océan d'amour ; dessins et couleurs de Grégory Panaccione, Delcourt, collection Machination, 2014
- Traquemage, série en trois tomes ; dessins de Relom, Delcourt, collection Terres de Légendes

1. Le serment du pécadou, 2015
2. Le chant vaseux de la sirène, 2016
3. Entre l'espoir et le fromage, 2019

- Valérian vu par… - Shingouzlooz Inc., dessin de Mathieu Lauffray, Dargaud, 2017[10]
- Quand le Cirque est Venu, dessin Stephane Fert, Delcourt, collection Enfants Gâtés
- Cheval de bois, Cheval de Vent, dessin Gradimir Smudja, Delcourt, collection Enfants Gâtés
- Le Loup en slip, Dargaud, série en cours.

1. Le Loup en slip, dessin de Mayana Itoïz et Paul Cauuet, couleurs de Mayana Itoïz, novembre 2016  (ISBN 978-2-505-06720-7) (BNF 45155285)
2. ...se les gèle méchamment, scénario de Wilfrid Lupano, dessin et couleurs de Mayana Itoïz, novembre 2017  (ISBN 978-2-505-07040-5) (BNF 45383498)
3. Slip hip hip !, scénario de Wilfrid Lupano, dessin et couleurs de Mayana Itoïz, novembre 2018  (ISBN 978-2-505-07142-6)
4. N'en fiche pas une, scénario de Wilfrid Lupano, dessin et couleurs de Mayana Itoïz, novembre 2019  (ISBN 978-2-505-07532-5)
5. Passe un froc, scénario de Wilfrid Lupano, dessin et couleurs de Mayana Itoïz, novembre 2020  (ISBN 978-2-505-08337-5)
6. Dans cache-noisettes,  scénario de Wilfrid Lupano, dessin et couleurs de Mayana Itoïz, novembre 2021  (ISBN 9782505089490)
7. S'arrache,  scénario de Wilfrid Lupano, dessin et couleurs de Mayana Itoïz, novembre 2022  (ISBN 9782505114000)
8. et le mystère du P silencieux, scénario de Wilfrid Lupano, dessin et couleurs de Mayana Itoïz, novembre 2023  (ISBN 9782505124795)

- Hors-série : Cahier d'activités et jeux idiots, scénario de Wilfrid Lupano, dessin et couleurs de Mayana Itoïz, novembre 2018  (ISBN 978-2-505-07146-4)

- Éloge des mauvaises herbes, ce que nous devons à la ZAD : recueil de textes d'artistes et d'intellectuels sur l'expérience de la ZAD de Notre-Dame-des-Landes. Collectif coordonné par Jade Lindgaard (Alain Damasio, Virginie Despentes, Bruno Latour, Pablo Servigne, Vandana Shiva, Kristin Ross... Olivier Abel, Christophe Bonneuil, Patrick Bouchain, Amandine Gay, John Jordan, Geneviève Pruvost, Nathalie Quintane et Starhawk) (préf. David Graeber), Les Liens qui libèrent, 13 juin 2018, 205 p.  (ISBN 9791020906427)
- Blanc Autour, dessin de Stéphane Fert, Dargaud, 2020

- La Bibliomule de Cordoue, dessin de Léonard Chemineau, Dargaud, 2021
- Vikings dans la brume, dessin Ohazar, Dargaud, 
Trois tomes parus, en 2022  (ISBN 9782205088991), 2023  (ISBN 9782205208016) et 2025 ; série en cours

## Prix et distinctions
- 2013 :

  - Prix Château de Cheverny de la bande dessinée historique pour Le Singe de Hartlepool (avec Jérémie Moreau)[11] ;
  - Prix de la meilleure bande dessinée francophone du Festival d'Angoulême : le choix polonais pour Le Singe de Hartlepool (avec Jérémie Moreau)[12] ;
- 2014 :
  - Prix des Libraires de BD pour Les Vieux Fourneaux, t. 1 : Ceux qui restent (avec Paul Cauuet)[13] ;
  - Fauve Polar SNCF du festival d'Angoulême pour Ma Révérence (avec Rodguen)[14] ;
  -  Prix Saint-Michel du meilleur album francophone pour Les Vieux Fourneaux, t. 1 : Ceux qui restent (avec Paul Cauuet)[15] ;
- 2015 :
  - Prix de la BD Fnac pour Un océan d'amour (avec Grégory Panaccione)[16] ;
  - Prix de la BD bretonne du festival Penn Ar BD pour Un océan d'amour (avec Grégory Panaccione)[17] ;
  - Prix du public Cultura au festival d'Angoulême pour Les Vieux Fourneaux, t. 1 : Ceux qui restent (avec Paul Cauuet)[18] ;
  -  Prix de la BD Fnac Belgique pour Les Vieux Fourneaux, t. 1 : Ceux qui restent (avec Paul Cauuet)[19] ;
- 2016 : prix du festival Du vent dans les BD en 2016, catégorie adultes avec Grégory Panaccione pour Un Océan d'amour[20] ;
- 2017 :
  - Prix Tibet du salon du livre jeunesse de Troyes pour Le Loup en slip (avec Mayana Itoïz)[21] ;
- 2018 :
  -  Prix Saint-Michel Humour pour Les Vieux Fourneaux, t. 4 : La Magicienne (avec Paul Cauuet)[22] ;
  - Prix Tibet du salon du livre jeunesse de Troyes pour Quand le Cirque est venu (avec Stéphane Fert)[23] ;
- 2019 : Refus la distinction de Chevalier des arts et des lettres et lettre écœurée à Emmanuel Macron pour sa politique gouvernementale[24] ;
- 2020 :  prix Sproing de la meilleure bande dessinée étrangère pour Les Vieux Fourneaux (avec Paul Cauuet)[25]
- 2021 : Prix Jacques-Lob[26] ;
- 2022 : Prix Château de Cheverny de la bande dessinée historique pour La Bibliomule de Cordoue (avec Léonard Chemineau)[27] ;